# Juniperus thurifera
Juniperus thurifera (яловець іспанський) — вид хвойних рослин родини кипарисових.

## Поширення, екологія
Країни проживання: Алжир; Франція; Марокко; Іспанія. Знайдений в напівппосушливих рідколіссях з Quercus ilex; на Сахарських схилах Високого Атласу в Марокко з Cedrus atlantica і Q. ilex, але знаходиться над ними в гаях тільки з дуже рідкісною чагарниковою рослинністю. Висотний діапазон (300)900–2500(3300) м над рівнем моря. На середніх висотах (1800–2500 м) росте з наприклад Adenocarpus anagyrifolius, Ephedra major, Fraxinus xanthoxyloides, на найбільших висотах (до 3300 м) з Alussum spinosum, Prunus prostrata, Bupleurum spinosum, Berberis hispanica, Daphne laureola. В Іспанії поширений на вапняних ґрунтах, наприклад на мергелях, але на Атлаському хребті здається байдужий до типу ґрунту, як правило, зростає на дуже скелястих ґрунтах. Клімат від континентального, напівпосушливого, з холодними зимами (Атлаські гори) до континентального-середземноморського, з довгим сухим літом.

## Морфологія
Це великий кущ або дерево, що досягає 6–20 м заввишки, стовбур до 2 м в діаметрі, має широко-конічну з заокругленням або неправильну крону. Листя сильно ароматичне, з пряно-смолистих запахом. Листки двох форм, голчасті листки 8–10 мм довжиною на молодих деревах і нерегулярно на дорослих рослинах, і на дорослих рослинах, і на дорослих шкала-листки 0.6–3 мм довжиною на старих рослин; вони розташовані в decussate протилежних пар. Це дводомна з окремим чоловічих і жіночих рослинах лускоподібні листки 0.6–3 мм довжиною; вони розташовані по 2. Це дводомна з окремими чоловічими і жіночими шишками рослина. Шишки ягодоподібні, 7–12 мм в діаметрі, синьо-чорні з білуватим восковим нальотом, містять 1–4 насінин; вони є зрілими в 18 місяців. Насінин (1)2–3 у шишці, нерегулярні за розміром і формою в одній шишці, розмір 3–5 × 3–4,5 мм. Чоловічі шишки 3–4 мм довжиною, проливають пилок на початку весни.

### Різновиди
- Juniperus thurifera var. thurifera. Іспанія, Франція. Зрілі шишки 8–12 мм, з 2–4 насінинами.
- Juniperus thurifera var. africana. Марокко, Алжир. Зрілі шишки 7–8 мм, з 1–2 насінинами.

## Використання
Цей вид традиційно використовується у Франції та Іспанії як будівельна деревина, дрова, паркани, різні сільськогосподарські інструменти. Листки служив як корм для ослів і кіз і, можливо, досі є, використовується в Іспанії для пахощів. Використовують як корм для тварин у Північній Африці. В садівництві практично обмежується ботанічними садами і дендраріями, в основному в південній частині Європи, але деякі екземпляри вирощують або були вирощені як далеко на півночі Ірландії і на півдні Англії.

## Загрози та охорона
Цей вид ще не перебувають під загрозою зникнення. Тим не менш, в Європі поступові зміни лісових масивів можуть знизити велику кількість компонента ялівцю. У Високому Атласі Марокко перевипас призводить до деградації поселень. Цей вид відомий з кількох охоронних територій.